# Lee Seung-Bae
Lee Seung-Bae, född den 10 maj 1971, är en sydkoreansk boxare som tog OS-silver i lätt tungviktsboxning 1996 i Atlanta, där han i finalen förlorade mot kazakstanske Vassili Jirov. Fyra år tidigare blev det ett OS-brons i mellanviktsboxning 1992 i Barcelona. 